# دانشگاه کبک در تروا ریویر
دانشگاه کبک در تروا ریویر یکی از دانشگاه‌های کانادا است. این دانشگاه در شهر تروا ریویر (سه‌رود) است.

## تاریخچه
دانشگاه کبک در تروا ریویر در سال ۱۹۶۹ افتتاح شد. برخی بخش‌های این دانشگاه در شهر تروا ریویر و نیز در سانتر-دو-کبک، مونترژی، لانودییر، کاپیتل-ناسیونال و شودییر-آپالاش است.

## مشخصات
این دانشگاه دارای حدوداً ۱۴۵۰۰ دانشجو می‌باشد. پزشکی، مهندسی و فلسفه برخی از رشته‌های تحصیلی در این دانشگاه است.